# Richard Zeißig
Richard Wilhelm Zeißig, auch Zeissig (* 27. Januar 1897 im Gutsbezirk Carlsdorf bei Kieslingswalde; † 6. Januar 1942 in Wjasma, Sowjetunion), war ein deutscher nationalsozialistischer Funktionär. Er war Landesgruppenleiter der Auslandsorganisation der NSDAP (NSDAP/AO) in Argentinien, Chile, der Tschechoslowakei und zuletzt in Frankreich.

## Leben und Wirken
Er war der Sohn des Carlsdorfer Dominial-Gutsbesitzers Richard Zeißig und dessen Ehefrau Johanna Marie Zeißig geborene Töpfer. Nach dem Schulbesuch nahm er 1913 eine landwirtschaftliche Lehre auf und meldete sich 1914 nach Ausbruch des Ersten Weltkrieges als Kriegsfreiwilliger und wurde im Krieg mehrfach verwundet. 1920 wanderte er nach Argentinien aus. In Buenos Aires übernahm er 1928 den Vorsitz des Stahlhelms, Bund der Frontsoldaten und wurde Mitgründer einer Ortsgruppe der NSDAP. Nach der „Machtergreifung“ der Nationalsozialisten in Deutschland und der offiziellen Gründung einer Landesgruppe der NSDAP in Argentinien wurde Zeißig deren Geschäftsführer und zugleich NSDAP-Ortsgruppenleiter von Buenos Aires. 1935 ging er als Landesgruppenleiter der NSDAP nach Chile. Nach der Besetzung des Sudetenlandes wurde er im Februar 1939 zum NSDAP-Landesgruppenleiter in der restlichen Tschechoslowakei, dem späteren Protektorat Böhmen und Mähren, ernannt. Nach Ausbruch des Zweiten Weltkrieges meldete er sich zum Kriegsdienst, wurde 1940 Landesgruppenleiter der Auslandsorganisation der NSDAP in Paris und nahm ab Juni 1941 als Hauptmann am Unternehmen Barbarossa teil. Zuletzt war er Major in der Stabskompanie des Infanterie-Regiments 67. Als solcher wurde er am 27. Dezember 1941 durch einen Granatsplitter im Rücken schwerverwundet. Er starb wenig später in einem Feldlazarett.

## Familie
1937 heiratete er in Berlin Tella Magret Hedwig Sigrid von Knauer (1910–1967) aus Verden an der Aller. Beide lebten in Berlin-Wilmersdorf.

## Auszeichnungen
- 1917: Ritterkreuz 2. Klasse des Albrechtordens